# گویا تولدو
گریگوریا میکائلا تولدو ماچین (اسپانیایی: Gregoria Micaela Toledo Machín‎؛ زادهٔ ۲۴ سپتامبر ۱۹۶۹) که به‌طور حرفه‌ای تحت نام گویا تولدو شناخته می‌شود بازیگر و مدل اهل اسپانیا است. وی از سال ۱۹۹۳ میلادی تاکنون مشغول فعالیت بوده‌است.
از فیلم‌ها یا برنامه‌های تلویزیونی که وی در آنها نقش داشته‌است می‌توان به متهم، ۱۳ گل رز، عشق سگی و مردان پاکو اشاره کرد.